# NGC 5660
NGC 5660 (другие обозначения — UGC 9325, MCG 8-26-39, ZWG 247.35, IRAS14280+4950, PGC 51795) — спиральная галактика с перемычкой (SBc) в созвездии Волопас.
Этот объект входит в число перечисленных в оригинальной редакции «Нового общего каталога».